# 卡內基 (紐約州)
卡內基（英語：Carnegie）是位於美國紐約州伊利縣的非建制地區。

## 地理
卡內基所處的海拔為高於海平面227米（即745英呎），而該地所採用的時區為UTC-5，即北美东部时区（EST）。同時該地設有夏令時間，為UTC-5調快一小時，即UTC-4（EDT）。